# Kreisgericht Sondershausen
Das (gemeinsame) Kreisgericht Sondershausen war ein gemeinsames Mittelgericht mehrerer thüringischer Kleinstaaten vom 1. Juli 1850 bis 1879 mit Sitz in Sondershausen.
Das Kreisgericht Sondershausen war für folgende Gebiete zuständig:
1) Fürstentum Schwarzburg-Rudolstadt
In Schwarzburg-Rudolstadt war es für die Schwarzburg-Rudolstädter Unterherrschaft zuständig. Ihm nachgeordnet waren:
- Justizamt Frankenhausen I (bis 1853)
- Justizamt Frankenhausen II (bis 1853)
- Justizamt Frankenhausen (1853–1879)
- Justizamtskommission Schlotheim

Siehe auch Gerichte im Fürstentum Schwarzburg-Rudolstadt.
2) Fürstentum Schwarzburg-Sondershausen
In Schwarzburg-Sondershausen war es für die Unterherrschaft zuständig. Ihm nachgeordnet waren:
- Justizamt Sondershausen
- Justizamt Ebeleben
- Justizamt Keula
- Justizamt Greußen

Siehe auch Gerichte im Fürstentum Schwarzburg-Sondershausen.
3) Herzogtum Sachsen-Weimar-Eisenach
- Amt Oldisleben
- Amt Allstedt

Es war dem (gemeinsamen) Appellationsgericht Eisenach und danach dem Oberappellationsgericht Jena nachgeordnet.
Das Gericht bestand aus einem Direktor, zwei Kreisgerichtsräten und einem Assessor. Einer der Kreisgerichtsräte wurde durch Schwarzburg-Rudolstadt ernannt.
Im Rahmen der Einführung der Reichsjustizgesetze wurde das Kreisgericht Sondershausen 1879 aufgelöst und seine Aufgaben auf verschiedene Landgerichte, hauptsächlich das Landgericht Rudolstadt verteilt.

## Richter
- Ferdinand Chop (1842–1868)